# Disphragis ligneata
Disphragis ligneata är en fjärilsart som beskrevs av Walker 1865. Disphragis ligneata ingår i släktet Disphragis och familjen tandspinnare. Inga underarter finns listade i Catalogue of Life.